# Naja nubiae
La cobra escupidora de Nubia (Naja nubiae) es una especie de serpiente del género Naja, de la familia Elapidae.

## Hallazgo y distribución
La serpiente fue descrita por primera vez por los naturalistas Wüster y Broadley, en el año 2003, y se puede encontrar en los siguientes países del continente africano: Chad, Egipto, Eritrea, Níger, Sudán.

## Hábitat y características
Se trata de una especie de serpiente venenosa, y de comportamiento agresivo.